# Christoph Titz

Christoph Titz, 2002

Christoph Titz (* 14. November 1967 in Eschweiler) ist ein deutscher Jazz-Trompeter. Er spielt eine Mischung aus Jazz, Latin, Elektronik und Pop. Der in Aachen aufgewachsene, seit 2006 in Berlin lebende und arbeitende Trompeter spielt Jazz seit seinen Anfängen zu Beginn der 1990er Jahre.

## Wirken
Titz studierte an den Hochschulen von Maastricht und Hilversum und debütierte mit der Band «Scetches». Danach arbeitete er als Studio- und Live-Musiker mit Marla Glen, Helmut Zerlett (Harald Schmidt Show), Manfred Leuchter Band, Bonefunk, Hermosa, Art af Oryx, Reinhard Mey, Sarah Connor, dem Frank Popp Ensemble, mit Kathrin Lemke, Ali N. Askin, mit der Band Brings und Leon Gurvitch. Darüber hinaus spielte er im Ensemble der Deutschen Oper Berlin.
2004 erschien sein erstes eigenes Album Magic, gefolgt von den Alben When I love (2007), Here & Now (2010), Live @ A-Trane/Berlin (2012) und Frobeat (2020).
Auf Einladung vom Goethe-Institut trat Titz als Mitglied der Manfred Leuchter Band auch in Kuba, Indien, im Nahen Osten und Marokko auf. 2006 & 2007 spielte er auf dem »Festiwal Jazz Na Starowce« in Warschau und ab dann auf zahlreichen Festivals und in Clubs in Polen.

## Diskografische Hinweise
- Magic (2004) mit Philip Niessen, Gero Körner, Christian von Kaphengst, Afra Mussawisade[3]
- When I Love (2007)
- Here & Now (2010)
- Heribert Leuchter & Christoph Titz: Sounds Of Science
- Live @ A-Trane/Berlin (2012)
- Live @ Burg Wilhelmstein feat: Astrid North (Doppel-CD 2017)
- Frobeat (2020)
- Walking the Corner (2023 mit Volker Meitz, Thomy Jordi, Alfonso Garrido sowie Thomas Büchel)[4]